# Dodge Charger (LX/LD)
Les versions LX et LD de la Dodge Charger comporte les modèles de 2006 à 2023, soit la sixième et la septième génération de la Charger.

## Histoire
La première Charger était une voiture d'exposition de 1964 basée sur la Dodge Polara et équipée d'un moteur V8 Wedge 426. La première Charger de production, basée sur la Dodge Coronet, a été présentée comme un modèle de 1966. Il y avait plusieurs véhicules différents portant la plaque signalétique Charger, construites sur trois plates-formes et avec des tailles différentes, toutes portant la plaque signalétique Charger. Bien que le nom soit associé au modèle de performance de la gamme Dodge de la fin des années 1960, il a également été utilisé sur des coupés de luxe personnels à la fin des années 1970 et sur des berlines sous-compactes à traction avant pendant les années 1980.
En 1999, Dodge a présenté un nouveau concept car, la Charger R / T. Elle a pris de nombreux éléments de style des Charger des années 1960, partageant leur long nez et leur cabine arrière, mais était plus courte à 4 750 mm comparativement au 5 156 mm pour la Charger de 1966. Elle était également plus légère de 295 kg. Elle comportait une conception de carrosserie berline quatre portes, alors que toutes les Charger de production précédente avaient deux portes.
C'était un retour à une plate-forme de berline à traction arrière que Dodge n'avait pas offerte depuis que la Dodge Diplomat de taille moyenne avait été abandonnée en 1989.

## Première génération LX (2006-2010)
Après dix-sept ans de traction avant, Dodge a réintroduit la Charger en 2005 pour 2006 sous une nouvelle forme. Cette génération était uniquement disponible en tant que berline quatre portes utilisant la plate-forme Chrysler LX. Son design rappelle les Charger des années 1960 et 1970 avec les feux arrière remontés, tout comme le nouveau capot et les panneaux latéraux emboutis. Cette génération était disponible avec les options de moteurs V6 et V8 couplées aux boîtes de vitesses automatiques et au système de traction intégrale (AWD).
Les modèles SXT et R/T étaient disponibles en transmission arrière et à traction intégrale à partir de 2007. Le système TI est dérivé de la technologie Mercedes-Benz 4Matic. Le système TI est tout le temps engagé, acheminant environ 60% de la puissance aux roues arrière et 40% de la puissance aux roues avant.
Après trois ans de production, une mise à jour pour les modèles de 2009 a été effectuée. Cela comprenait le déplacement de l'insigne «CHARGER» du couvercle du coffre arrière depuis la gauche vers la droite, faisant place à l'insigne «DODGE» à gauche. Les feux arrière ont également été révisés. Les modèles de 2008 avaient vu des révisions mineures à l'intérieur (une nouvelle console centrale et des changements d'appareillage). La Charger TI de 2009 utilisait le système BorgWarner Torque-on-Demand qui déconnecte les essieux avant jusqu'à ce qu'une traction supplémentaire soit nécessaire. Cela se traduit par une légère augmentation de la consommation de carburant tout en conservant la même répartition maximale de la puissance aux roues avant.
Lors de sa première édition, la Dodge Charger était disponible en versions SE, SXT, R/T, R/T avec R/T Performance Group, Police et Daytona R/T. Le modèle SE de base comprenait un moteur V6 de 2,7 L, une transmission automatique à 5 vitesses avec fonction de changement de vitesse manuel «AutoStick», des roues de 17 pouces, la climatisation, un contrôle de traction à toutes les vitesses, ainsi qu'un système de contrôle de la stabilité électronique et électronique, un lecteur CD, une colonne de direction inclinable et télescopique, un verrouillage électrique / rétroviseurs / vitres et télédéverrouillage. Des caractéristiques et des garnitures supplémentaires étaient disponibles, notamment le Charger R/T avec un Hemi V8 de 5,7 L couplé à une transmission automatique à 5 vitesses. Un système à cylindrées multiples qui lui permet d'économiser du carburant en ne roulant que sur quatre cylindres en croisière était également présenté dans le V8.
La Charger SRT8 équipée d’un moteur Hemi de 6,1 L couplé à une boîte automatique à 5 vitesses et de commodités telles que siège du passager avant à réglage électrique en huit sens, climatisation automatique, calandre et aileron arrière spéciaux garniture intérieure, carénage avant et capot moteur spéciaux, embouts d'échappement plus larges, appareil de direction haute performance, sièges avant chauffants avec inserts en daim perforé, pédales à réglage électrique, couleurs spéciales et garniture extérieure. En option, un ensemble road / track avec 10 chevaux supplémentaires, un système de navigation GPS, un système audio de 322 watts, un toit ouvrant et un système de divertissement par DVD à l'arrière.

### Moteurs
Les Charger SE et SXT sont équipées du V6 de 3,5 L de Chrysler, d'une puissance de 250 ch (186 kW) et d'un couple de 339 N m. Au Canada, le modèle de base de la Charger a un V6 de 2,7 L, qui est évalué à 178 ch (133 kW) et 258 N m de couple. En 2006, le V6 de 2,7 L était également disponible aux États-Unis, uniquement pour les ventes aux flottes. Pour 2007, la finition SE pouvait avoir le moteur de 2,7 L pour tous les acheteurs. Le modèle SXT canadien comprenait le V6 de 3,5 L.
La version R/T utilise le moteur V8 Hemi de 5,7 L. De 2006 à 2008, ce moteur était évalué à 340 ch (254 kW) et 529 N m de couple. Pour 2009, la distribution variable de l'arbre à cames a été ajoutée, augmentant les niveaux de puissance à 368 ch (274 kW) et 536 N m de couple respectivement.
Le modèle SRT8 est livré avec le V8 Hemi de 6,1 L, qui développe 425 ch (317 kW) et 569 N m de couple.
| Année     | Modèle                          | Moteur                      | Puissance | Couple  |
| --------- | ------------------------------- | --------------------------- | --------- | ------- |
| 2006–2010 | SE                              | 2 736 cm3 2.7 L EER V6      | 190 ch    | 258 N m |
| 2006–2010 | SXT                             | 3 518 cm3 3.5 L LEGG V6     | 250 ch    | 339 N m |
| 2006–2008 | R/T                             | 5 654 cm3 5.7 L Hemi EZB V8 | 340 ch    | 529 N m |
| 2006–2008 | R/T Pack Road/Track Performance | 5 654 cm3 5.7 L Hemi EZB V8 | 350 ch    | 529 N m |
| 2006–2008 | Daytona R/T                     | 5 654 cm3 5.7 L Hemi EZB V8 | 350 ch    | 529 N m |
| 2009–2010 | R/T                             | 5 654 cm3 5.7 L Hemi EZB V8 | 368 ch    | 536 N m |
| 2009–2010 | R/T Pack Road/Track Performance | 5 654 cm3 5.7 L Hemi EZB V8 | 372 ch    | 536 N m |
| 2006–2010 | SRT-8                           | 6 059 cm3 6.1 L Hemi ESF V8 | 425 ch    | 569 N m |

### Daytona R/T
La Charger Daytona R/T de 2006 a fait ses débuts au Salon de l'auto de Chicago. Elle comportait une version à haute puissance de 350 ch (261 kW) du moteur Hemi de 5,7 L (345 cu in) ainsi qu'une suspension et des pneus mis à jour. Les ajouts visuels comprenaient un carénage avant spécial avec un aileron avant et un aileron arrière noir. Dans une touche rétro, la Daytona R/T présentait des décalcomanies «Hemi» noires sur le capot et l'aile arrière et des couleurs rétro à fort impact.
Les couleurs de la Dodge Charger R/T Daytona Limited de 2006 étaient "GO MAN. GO!" (orange avec décalcomanies noires et spoiler (la ponctuation dans le nom est correcte, comme affiché sur le tableau de bord)), "TOP BANANA" (jaune avec décalcomanies noires et spoiler), "TOR.RED" (rouge avec décalcomanies noires et spoiler (la ponctuation dans le nom est correcte, comme affiché sur le tableau de bord)). Chaque couleur était à production limitée et inscrite sous l'évent à l'extrême droite. Aux États-Unis la production était limitée à 4000 voitures chacune pour l'orange et le jaune, 2000 pour le rouge et portant un numéro de production sous l'évent à l'extrême droite du tableau de bord.
En 2007, des roues chromées plus grandes de 20 pouces ont été introduites avec deux nouvelles couleurs, Sub Lime Green et Plum Crazy Purple. En 2008, une finition avec des bandes révisé a été adopté. En 2009, la puissance a été augmentée à 372 ch (277 kW) par l'ajout de la distribution variable de l'arbre à cames.

### SRT-8
Voir aussi: Street and Racing Technology
Une version SRT8 de la Charger a fait ses débuts au Salon international de l'auto de New York 2005. Propulsée par une version de 425 ch (317 kW) du V8 Hemi, elle comportait également des freins Brembo améliorés et des mises à jour intérieures et extérieures. Le moteur est évalué à 569 N m de couple à 4 800 tr/min. La puissance nette de 425 ch du moteur Hemi 6,1 L moderne le rend encore plus puissant que les moteurs Chrysler Hemi de l'ère des muscle cars, dont les plus gros étaient d'une puissance brute de 425 ch. Cela a fait du Hemi de 6.1 L le moteur V8 le plus puissant que Chrysler est installé dans un véhicule de série à l'époque. La SRT8 peut accélérer de 0 à 97 km/h en 4,8 secondes (5,0 en moyenne).

### Super Bee
Article principal: Dodge Super Bee
Une nouvelle version Super Bee de la Charger a fait ses débuts au Salon international de l'auto de New York 2006 pour l'année modèle 2007. Elle partageait le moteur Hemi 6,1 L de 425 ch (317 kW) de la SRT-8, mais était disponible dans une peinture spéciale "Detonator Yellow" avec des décalcomanies noires. C'était une édition limitée avec seulement 1000 exemplaires produits. Une version B5 Blue de la Super Bee a été présentée au Salon international de l'auto de l'Amérique du Nord 2007 et a été mise en vente au début de 2008, également avec une série limitée de 1000 exemplaires. Un total de 425 Super Bee Hemi Orange ont été construites en 2009.

### DUB Edition
Développée en collaboration avec DUB Magazine, cette version est basée sur la Charger SXT. Elle dispose d'un becquet et de phares antibrouillard couleur carrosserie, jantes en alliage de 20 pouces avec pneus 245 / 45R20, système d'info-divertissement multimédia MyGIG avec système de son surround PUNCHER à 13 haut-parleurs, un amplificateur KICKER 322 W, un caisson de basses KICKER 100 W et freins améliorés de la R / T qui utilisent des étriers à double piston à l'avant. Les couleurs extérieures sont Red, Black, Silver, Cool Vanilla et Dark Titanium.
Un total de 2180 Charger DUB Edition ont été produites pour le marché américain.

### Sécurité
L'institut d'assurance pour la sécurité routière attribue a la Charger un score global Bien aux tests de collision frontale. En cas de chocs latéraux, les modèles de Charger équipés de coussins gonflables latéraux en option reçoivent un score global Marginal et les modèles sans airbags latéraux reçoivent la note globale la plus faible, Médiocre,.
La National Highway Traffic Safety Administration attribue a la Charger cinq étoiles pour les évaluations de collision des passagers, du conducteur et des passagers arrière et quatre étoiles pour la note d'impact latéral.
Tous les modèles sont équipés de série d'un Electronic Stability Program (ESP) (sauf dans les voitures avec moteur V6 de 2,7 L où il est en option) avec ABS et contrôle de traction à toutes les vitesses.

### NASCAR
Des voitures de course basées sur la Charger ont été lancées par plusieurs équipes de la NASCAR Sprint Cup de 2005 à 2012. Bien que les voitures de série de la NASCAR ne ressemblent que légèrement aux voitures de rue réelles, les entrées NASCAR 2005 et 2006 de Dodge étaient basées sur la silhouette de la Charger, remplaçant la précédente Dodge Intrepid. Contrairement à l'Intrepid, la Charger partage sa propulsion arrière et son moteur V8 avec ses homologues NASCAR.
Au cours de la saison NASCAR 2007, la Charger était utilisée dans toutes les courses en-dehors de la série Car of Tomorrow et la Dodge Avenger a été utilisée dans toutes les courses de la série Car of Tomorrow. La Charger a été utilisée dans la série Car of Tomorrow exclusivement en 2008. Cependant, l'Avenger Car of Tomorrow a été redésignée en tant que Charger R / T grâce à l'utilisation de différentes décalcomanies. Les décalcomanies ont été révisées à nouveau pour 2011-2012 pour refléter le style mis à jour du nez et de la queue de la Charger de production, y compris le panneau de feux arrière.
Bien que la voiture ait réussi dans la compétition de la Sprint Cup, moins d'équipes utilisaient des Dodge à partir de 2007. Cela a conduit Dodge et Ram à abandonner leurs efforts de soutien d'usine en NASCAR (série Sprint, Nationwide et Camping World Truck) à la fin de la saison 2012. Pour la saison NASCAR 2012, Penske Racing était la seule équipe à plein temps à faire campagne avec des Dodge (les Charger #2 et #22) dans la Sprint Cup, et la Dodge #2 Miller Lite (pilotée par Brad Keselowski) a remporté le championnat NASCAR Sprint Cup. Malgré la victoire de la Sprint Cup et la production de la nouvelle version 2013 de la Charger NASCAR, Penske Racing est passé à Ford pour la saison 2013, mettant fin au deuxième mandat de Dodge dans la NASCAR Sprint Cup Series[réf. nécessaire].

## Deuxième génération LD (2011-2023)
La Charger LD de 2011 a subi des changements extérieurs et intérieurs, s'inspirant de certains éléments stylistiques des modèles de 1968-1970. Elle comporte une carrosserie complètement nouvelle, dont les changements les plus frappants étant la section redessinée de la face avant et du capot, les feux arrière de style "piste de course" vintage modifiés et un nouveau tableau de bord. Les roues en aluminium argent sont devenues un équipement standard par rapport aux enjoliveurs en plastique.
La Dodge Charger a reçu une amélioration de son intérieur et un nouveau style extérieur pour 2011. Elle comprenait de nouvelles encoches latérales le long des portières avant et arrière, des phares plus angulaires, une nouvelle calandre agressive et une forme plus définie et aérodynamique. Plus particulièrement, l'arrière a adopté un feu arrière à LED enveloppant plus moderne s'étendant sur presque toute la longueur du coffre. La visibilité du conducteur a été améliorée de plus de 15% en ce qui concerne les plaintes des années précédentes. Les artifices de style sur les côtés et à l’arrière rappellent les modèles 1968-1970.
La SRT-8 n'a pas été produite en 2011.
Pour les années 2012 - 2018, la plate-forme Super Bee (appelée plus tard Scat Pack 15+) était disponible, exploitant les fonctionnalités des modèles SRT-8 classiques avec des accessoires et des badges rappelant ceux de la Muscle-Car des années 60 et 70. Celles-ci incluent un moteur de 6,4 litres avec 470 ch, des étriers Brembo à quatre pistons, des disques à fentes, des palettes de changement de vitesse, des fonctions SRT (telles que la synchronisation 0-60, des lectures Live G-Force et des minuteries de traînée de ¼ et ⅛ mile), des broderies sur mesure pour les sièges, et plus.
Le modèle 2017 comportait une mise à niveau du système de navigation / affichage 21 cm et a été restylé en raison de problèmes liés au système précédent.

### Groupe motopropulseur
Les performances de base ont été améliorées, le moteur V6 de 3,5 L de 250 ch ayant été remplacé par un V6 Pentastar de 3,6 L produisant 292 ch (218 kW) à 6 350 tr/min et 353 N m à 4 800 tr/min ainsi que le moteur V6 à haut rendement de 3,5 L. Le Pentastar de 3,6 L est doté d'un calage variable des soupapes, une technologie qui ajuste le calage des soupapes d'admission et / ou d'échappement. Le moteur utilise une chaîne de distribution au lieu d'une courroie. Le collecteur d'échappement est directement coulé dans la culasse. La boîte automatique à 4 vitesses a été remplacée par la boîte automatique à 5 vitesses A580,.
La Charger a été construite aux côtés des Challenger SRT8 392 et Chrysler 300C de 2011. Les moteurs sont disponibles avec des transmissions automatiques à 5 et 8 vitesses.
| Modèle                                       | Moteur                   | Déplacement | Puissance                      | Couple                 | Années    | Vitesse de pointe  | Accélération de 0 à 100 km/h (secondes) |
| -------------------------------------------- | ------------------------ | ----------- | ------------------------------ | ---------------------- | --------- | ------------------ | --------------------------------------- |
| SE                                           | V6 Pentastar de 3.6 L    | 3 604 cm3   | 292 ch (218 kW) à 6 350 tr/min | 353 N m à 4 800 tr/min | 2011–     | 200 km/h (limitée) | 6,4                                     |
| SXT                                          | V6 Pentastar de 3.6 L    | 3 604 cm3   | 292 ch (218 kW) à 6 350 tr/min | 353 N m à 4 800 tr/min | 2011–     | 200 km/h (limitée) | 6,4                                     |
| GT (2019), SXT avec finition de performances | V6 Pentastar de 3.6 L    | 3 604 cm3   | 300 ch (220 kW) à 6 350 tr/min | 358 N m à 4 800 tr/min | 2012–     | 230 km/h (limitée) | 6,2                                     |
| R/T                                          | V8 HEMI Eagle de 5.7 L   | 5 654 cm3   | 370 ch (280 kW) à 5 250 tr/min | 536 N m à 4 200 tr/min | 2011–     | 249 km/h (limitée) | 5,1                                     |
| SRT8                                         | V8 HEMI Apache de 6.4 L  | 6 409 cm3   | 470 ch (350 kW)                | 640 N m                | 2012–2014 | 282 km/h           | 4,3                                     |
| SRT 392, R/T Scat Pack                       | V8 HEMI Apache de 6.4 L  | 6 409 cm3   | 485 ch (362 kW)                | 644 N m                | 2015–     | 301 km/h           | 4,1                                     |
| SRT Hellcat                                  | V8 HEMI Hellcat de 6.2 L | 6 162 cm3   | 707 ch (527 kW) à 6 000 tr/min | 880 N m à 4 000 tr/min | 2015–     | 328 km/h           | 3,4                                     |

### 2012
L'année 2012 a été marquée par le lancement d'une nouvelle boîte automatique à 8 vitesses au modèle V6 de 3,6 L qui améliorait l'économie de carburant de 4 miles par gallon US sur autoroute.
Le V6 Pentastar de 3,6 litres développe 292 ch (218 kW) et 353 N m de couple, le V8 de 5,7 litres délivre 370 ch (276 kW) et 536 N m de couple et le nouveau V8 de 6,4 litres développe 470 ch (350 kW) et 640 N m de couple. Selon le numéro d'octobre 2011 de Motor Trend, la Dodge Charger SRT-8, pesant 1 978 kg, accélère de 0 à 97 km/h en 4,3 secondes et parcourt le quart de mile (~ 400 m) en 12,8 secondes à 180 km/h. Elle est mécaniquement identique à la Chrysler 300 SRT-8.

#### Charger SRT-8
L'année 2012 a également vu le retour de la SRT-8, qui a été présenté en avant-première au Salon de l'auto de Chicago 2011. Chrysler a commencé à mettre le logo Dodge avec des rectangles rouges inclinés sur les calandres de la SRT8 à mi-chemin de l'année modèle 2012. L'AWD a également été ajouté à la V6, rendant l'AWD disponible sur tous les modèles sauf le modèle SRT-8.

#### Charger Super Bee
En 2011, il a été annoncé que la Super Bee reviendrait en tant que modèle de 2012 pour la Dodge Charger redessinée avec le moteur HEMI 392 dans les couleurs extérieures "Stinger Yellow" et "Pitch Black".

#### Charger Mopar Designs Edition
En 2011, Dodge a présenté la Dodge Charger R / T Mopar 11 Edition. Dans la Mopar Edition, il y a plusieurs changements d'apparence et de performances pour la distinguer du reste des modèles de production de cette année-là. La Mopar Edition venait uniquement dans la couleur extérieure "Pitch Black" avec une bande latérale bleu Mopar côté conducteur et un badge de calandre Mopar au lieu d'un badge «R / T». L'intérieur est fini dans le même noir que celui vu à l'extérieur, à l'exception d'une touche en chrome sur le tableau de bord et en fibre de carbone sur la console centrale, ainsi qu'un levier de vitesses à poignée pistolet. La bande bleue Mopar est portée à l'intérieur sur une partie du siège conducteur avant et du siège passager arrière gauche. Les performances de la Charger Mopar Edition sont améliorées avec le Super Track Pack, un rapport de démultiplication final de 3,91, un contrôle de traction à 3 modes, freins renforcés, barres de stabilité plus grandes, barres de tour de jambe de force avant et arrière et une crémaillère de direction sport.

#### Rappels
9 688 véhicules de police Dodge Charger de 2011 et 2012 ont été rappelés pour un connecteur de faisceau d'éclairage surchauffant, causant la défaillance des feux de croisement, et un centre de distribution électrique surchauffant, pouvant entraîner la perte des systèmes de freinage antiblocage et de contrôle de la stabilité du véhicule.
Le 7 mai 2012, une annonce de rappel a été faite par la National Highway Traffic Safety Administration (NHTSA) concernant la perte des freins antiblocage et du contrôle de stabilité en raison d'un fusible surchauffant dans le PCD. Cette défaillance pourrait entraîner une perte de contrôle du véhicule, ce qui augmente le risque d'accident. Plus de 127 350 Chrysler 300 et Dodge Charger ont été rappelés.

### 2013

#### Dodge Charger NASCAR de 2013
Penske Racing a construit deux voitures de course pour la Sprint Cup Series sur la base et l'apparence de la Dodge Charger de 2013 et les voitures ont été dévoilées au Las Vegas Motor Speedway,. À peu près au moment où la voiture a été dévoilée, Penske Racing, la seule équipe Dodge de la Sprint Cup, a annoncé qu'elle passait à Ford pour la saison 2013. Bien que les nouvelles voitures aient reçu des critiques positives de la part de la presse automobile et des tests sur piste, les tentatives de Dodge Motorsports pour amener d'autres équipes à passer à la nouvelle Charger pour 2013 se sont soldées par des échecs, et Dodge a plié ses efforts de course en NASCAR dans toutes les séries à l'exception de la NASCAR Pinty's Série, dominée par les voitures Dodge.

#### Dodge Charger Juiced
Dévoilé au SEMA Show 2012, la Dodge Charger Juiced est basée sur la Dodge Charger, avec un moteur V10 Mopar Crate Viper d'une puissance de 485 kW (659 ch), prise d'air froid Mopar et échappement arrière de chat Mopar, becquet avant Mopar, capot prototype Mopar Performance (avec admission fonctionnelle orientée vers l'avant), toit dans une version mate plus foncée de la couleur carrosserie Metallic "Copperhead" personnalisée, graphiques du capot et du couvercle de coffre noir mat Mopar uniques, calandre croisée couleur carrosserie avec insigne de calandre Mopar, roues légères Mopar de 20 pouces exclusives garnies de noir mat avec une bande contrastante "Copperhead", sièges en cuir noir Katzkin uniques avec des touches de couleur "Copperhead", coutures de couleur "Copperhead" au volant, levier de vitesses et accoudoir;  un "Copperhead" brodé sur les dossiers, contour du tableau de bord en aluminium noir mat, protections de seuil de porte avec logo Mopar, tapis de sol en moquette de qualité supérieure avec logo Mopar et un levier de vitesses à poignée pistolet Mopar.

#### Dodge Charger R/T Blacktop de 2013
Disponible pour les Charger R / T et R / T Plus, elle comprend un choix de 6 couleurs de carrosserie (Pitch Black, Billet Metallic, Granite Crystal, Bright White, Redline Red Tri-coat et Phantom Black Tri-coat), roues en aluminium Gloss Black de 20 pouces, chapeaux centraux Gloss Black, calandre avant Gloss Black, becquet arrière couleur carrosserie, palettes de changement de vitesses au volant, Sport Mode, essieu arrière de 3.06, Beats Audio (10 haut-parleurs avec caisson de basses et amplificateur de 552 watts). La finition Blacktop était également disponible dans les Charger V6 des années modèles 2012 et 2013. La puissance a été augmentée à 300 ch grâce à l'utilisation d'admission d'air froid et de systèmes d'échappement moins restrictifs.

#### Dodge Charger Daytona de 2013
La Charger Daytona est une version limitée des Charger R / T et Charger R / T Road & Track de 2013 avec un choix de 4 couleurs de carrosserie (Daytona Blue, Bright White, Billet Silver, Pitch Black), garniture sombre, calandre avant Satin Black en croix avec badge «R / T» héritage, graphique de capot en vinyle personnalisé, enveloppe de toit, becquet arrière R / T; Graphique "DAYTONA" sur les panneaux de quartiers arrière, roues exclusives de 20 pouces à cinq rayons en aluminium poli avec poches peintes en Gloss Black, couvercle de moteur 'Daytona Blue', rapport d'essieu arrière performance de 3,06, contrôleur de moteur a haute vitesse, palettes de changement de vitesses au volant avec mode sport, direction et suspension performantes, sièges chauffants et ventilés noirs avec surpiqûres Daytona Blue et passepoil en tissu (R / T) ou cuir Nappa et revêtement en daim (R / T Road & Track), broderie bleue "DAYTONA" sur les dossiers supérieurs des sièges avant, une garniture unique en aluminium brossé foncé entourant l'écran tactile Uconnect de 21 cm et les jauges du tableau de bord, ainsi que la garniture autour du levier de vitesses et des porte-gobelets sur la console centrale; un kit de pédales lumineuses Mopar, un système audio Beats à 10 haut-parleurs de 552 watts et un badge numéroté spécial «DAYTONA» sur le tableau de bord qui présente le numéro de fabrication de ce modèle spécifique de Charger Daytona.
La Daytona SRT a été dévoilée au Salon international de l'auto de Los Angeles 2012. Les modèles américains sont arrivés chez les concessionnaires Dodge du pays au premier trimestre de 2013. La production était limitée à 2500 unités.

#### Dodge Charger AWD Sport de 2013
Disponible pour les Dodge Charger SXT AWD, SXT Plus AWD, Charger R / T AWD et R / T Plus AWD, la finition Charger AWD Sport comprend une calandre en croix divisée et un cadre de calandre peinte en Gloss Black unique, Roues de 19 pouces en aluminium poli avec poches Gloss Black, pneus de performance toutes saisons, palettes de changement de vitesses au volant, étalonnage de la transmission en mode sport, becquet arrière couleur carrosserie, sièges sport en tissu noir (SXT et R / T) ou cuir chauffant noir ou rembourrage rouge Nappa de qualité supérieure (SXT Plus et R / T Plus), technologie Beats Audio (un amplificateur à 12 canaux intégrant l'algorithme d'égalisation propriétaire de Beats, trois haut-parleurs de 9 cm situés dans le tableau de bord, deux haut-parleurs de 9 cm situés dans les portes arrière, deux haut-parleurs de 15 × 23 cm situés dans les portes avant, deux haut-parleurs de 15 × 23 cm et un haut-parleur central de 20 cm situé dans la zone de la tablette arrière), boîte de transfert active et système de déconnexion de l'essieu avant.
Le modèle américain est arrivé chez les concessionnaires Dodge du pays au premier trimestre de 2013.

#### Dodge Charger finition d'apparence SRT8 392
Disponible pour les années modèles 2013 et 2014, cette finition d'apparence est une version limitée (392 unités au total) de la Dodge Charger SRT8 avec des badges d'aile «392 HEMI» noir brillant conçus sur mesure avec un insert métallique gris anthracite, section centrale du capot bombé peint en Pitch Black, toit peint en Pitch Black, nouvelle bande latérale inférieure SRT noir satiné avec bande épaisse et accent s'étendant du carénage avant, à travers les portes jusqu'aux carénages arrière; rétroviseurs extérieurs peints en Pitch Black, roues de 20 pouces à cinq rayons Black Vapor Chrome divisés, becquet arrière peint en Pitch Black, choix de 5 couleurs de carrosserie (Bright White Clear Coat, Billet Silver Metallic Clear Coat, Plum Crazy Pearl Coat, HEMI Orange Pearl Coat et TorRed Clear Coat), couvre-moteur "392" sous le capot, plaque de tableau de bord sérialisée exclusive indiquant le numéro de fabrication / 392, suspension à amortissement adaptatif étendue avec réglage de suspension sélectionnable en trois modes et contrôle de lancement standard.
Les commandes du modèle américain ont débuté en avril 2013.

### 2014

#### Dodge Charger, Dodge Charger AWD Sport de 2014
Les changements pour 2014 incluaient Uconnect 8.4N avec navigation Garmin intégrée, 3 nouvelles couleurs de carrosserie (Header Orange, TorRed, Plum Crazy), et réintroduction des finitions d'apparence Blacktop et Rallye.
La finition Redline est basée sur les modèles Dodge Charger SXT et SXT Plus de 2014, avec roues de 20 pouces en Black Chrome avec une lèvre et un pivot interne Redline Red, pneus de performance toutes saisons, suspension optimisée pour les performances, sièges sport, becquet arrière couleur carrosserie, système audio Beats by Dre exclusif, transmission automatique à huit rapports avec palettes de changement de vitesses au volant et Sport Mode.
La finition d'apparence 20-inch Wheel Sport est basé sur les modèles Charger SXT, avec des roues chromées de 20 pouces, suspension optimisée pour les performances et pneus de performance toutes saisons et un aileron arrière couleur carrosserie.
La Dodge Charger AWD Sport comprend une calandre en croix Gloss Black unique, roues de 19 pouces en aluminium poli avec poches Gloss Black; palettes de changement de vitesses au volant avec mode sport, aileron arrière, sièges sport, moteur V6 de 300 chevaux ou V8 de 370 chevaux et Beats Audio.
Le modèle américain devait apparaître dans les salles d'exposition Dodge à l'automne 2013. Les premiers modèles incluent les finitions SE, SXT, SXT Plus, R / T, R / T Plus, R / T Road & Track et R / T Max.

#### Dodge Charger Pursuit, Charger Pursuit V-8 AWD de 2014
La version police de la Dodge Charger a été rendue disponible avec le choix du moteur V6 Pentastar de 3,6 litres (292 ch) ou du V8 HEMI de 5,7 litres (370 ch), disques de frein avant plus grands de 14,5 pouces, augmentation de la surface balayée par l'étrier avant de 1 864 à 2 500 cm2, augmentation de la surface balayée par l'étrier arrière de 1 877 à 1 910 cm2, Secure Park spécifique à la police (empêche le véhicule de tourner au ralenti sans clés présent dans le véhicule), carénage arrière et embouts d'échappement révisé, nouveau changement de biellette de carrossage sur la suspension arrière pour encore améliorer les performances de freinage agressif à haute vitesse, pompe à carburant améliorée pour une durabilité accrue, compresseur de climatiseur à cylindrée variable pour une efficacité accrue, graphiques Mopar horizontaux ou verticaux en vinyle installés d'usine pour la commodité du client et aide au stationnement arrière ParkSense en option.
Le modèle Charger Pursuit V-8 AWD comprend une boîte de transfert active exclusive au segment et une déconnexion de l'essieu avant (disponibilité tardive). La Dodge Charger Pursuit AWD est devenue disponible pour les clients des forces de l'ordre au printemps 2014 par le biais des opérations des flottes du groupe Chrysler.

#### Dodge Charger finition Scat de 2014, SEMA Concept de 2013
Dévoilé au SEMA Show 2013, la finition Scat 1 comprend une prise d'air froid Mopar, échappement arrière de chat Mopar, Badge Scat Package 1 et un tout nouveau contrôleur de moteur aux performances calibrées "optimisé" pour le moteur HEMI de 5,7 litres.
La finition Scat 2 ajoute une fonction d'étalonnage de performances optimisée et personnalisée adaptée à la finition Scat 2, un nouvel arbre à cames de performance Mopar qui fonctionne en conjonction avec les composants de la finition Scat 1 et un badge «Scat Package 2».
La finition Scat 3 ajoute un étalonnage de performances optimisé adapté à la finition Scat 3, nouvelles culasses Mopar Performance CNC portées et polies, arbre à cames Mopar Performance, boutisse haute performance Mopar et un badge Scat Package 3.

#### Dodge Charger 100th Anniversary Edition
La 100th Anniversary Edition est une version de la Dodge Charger SXT Plus de 2014 avec le moteur V6 Pentastar ou de la R / T Plus avec moteur V8 HEMI, commémorant le 100e anniversaire des frères Horace Elgin Dodge et John Francis Dodge présentant la Dodge Model 30, avec choix de 8 couleurs de carrosserie (Pitch Black, Bright White, Billet Silver, Granite Crystal, Ivory Tri-Coat, Phantom Black Tri-Coat, Header Orange et une exclusive High Octane Red pearl), roues de 20 × 8 pouces en aluminium poli à cinq branches, poches Granite Crystal et une calandre en croix Dodge assortie, insignes de garde-boue avant «Dodge Est. 1914», logo Dodge «100» sur les capuchons centraux, un aileron arrière couleur carrosserie, un écusson de calandre "R/T" rouge sur le modèle R / T Plus, sièges sport avec tout nouveau revêtement en cuir Molten Red ou Foundry Black Nappa, une surimpression de tache personnalisée sur les sièges sport, accoudoir de console centrale et accoudoirs de porte; un volant de performance unique à trois branches à fond plat avec palettes de changement de vitesses moulées sous pression, coutures contrastantes de couleur laiton sur les surfaces gainées de cuir, cadres de la console centrale en Dark Brushed Graphite, accents de volant Liquid Graphite, insignes circulaires «Dodge Est. 1914» moulés sous pression sur les dossiers des sièges avant, un logo anniversaire brodé sur les tapis de sol, tout nouveau graphisme du tableau de bord (jauges uniques à face noire avec indication blanche, indication rouge pour les "100" mph), centre d'information électronique du véhicule et écran tactile Uconnect de 21 cm avec image de démarrage unique, écran tactile Uconnect de 21 cm avec technologie audio Beats by Dr.Dre (10 haut-parleurs et un amplificateur 12 canaux de 552 watts qui intègre l'algorithme d'égalisation propriétaire de Beats), transmission automatique à huit rapports avec mode sport (SXT Plus), étalonnage du mode sport, suspension optimisée pour les performances, deux porte-clés uniques avec le logo bijou 100th Anniversary Edition à l'arrière, un kit personnalisé pour le propriétaire et un livre commémoratif spécial célébrant les 100 ans du patrimoine de Dodge.
La 100th Anniversary Edition a été dévoilée au Salon de l'auto de LA 2013. Le véhicule devait apparaître dans les salles d'exposition Dodge au cours du premier trimestre de 2014,. Le modèle canadien devait apparaître dans les salles d'exposition Dodge au cours du premier trimestre de 2014.

#### Sport automobile
La Dodge Charger Pursuit AWD de 2014 a enregistré le meilleur temps au tour lors du test d'évaluation de véhicule 2014 de la police de l'État du Michigan (1 min 33 s 85), et le temps au tour moyen le plus rapide (1 min 34 s 75) au Grattan Raceway.

#### Marketing
Dans le cadre du lancement de la Dodge Charger de 2014 aux États-Unis, les Dodge Charger sont apparues comme des véhicules héros conduits par le personnage principal Nolan (Grant Bowler) dans un épisode de 2013 de la série télévisée américaine Defiance. La publicité télévisée co-marque, intitulée "Dodge Charger | Defiance" a fait ses débuts le 20 mai 2013. La publicité de 30 secondes montre l'endurance de la Charger alors qu'elle survit aux obstacles dans un monde en mutation, se terminant par une planète Terre transformée en 2046 où "seuls les rebelles survivent". De plus, le Dodge Defiance Arkfall Sweepstake a réuni des fans de Dodge et Defiance s'affrontant et se disputant le grand prix d'un voyage pour deux au plus grand événement de culture pop au monde qui se déroulait en Californie à l'été 2013. Des prix hebdomadaires ont été attribués, notamment des systèmes de jeu, le jeu vidéo «Defiance» et des produits dérivés de la marque Dodge,.

### Restylage de 2015

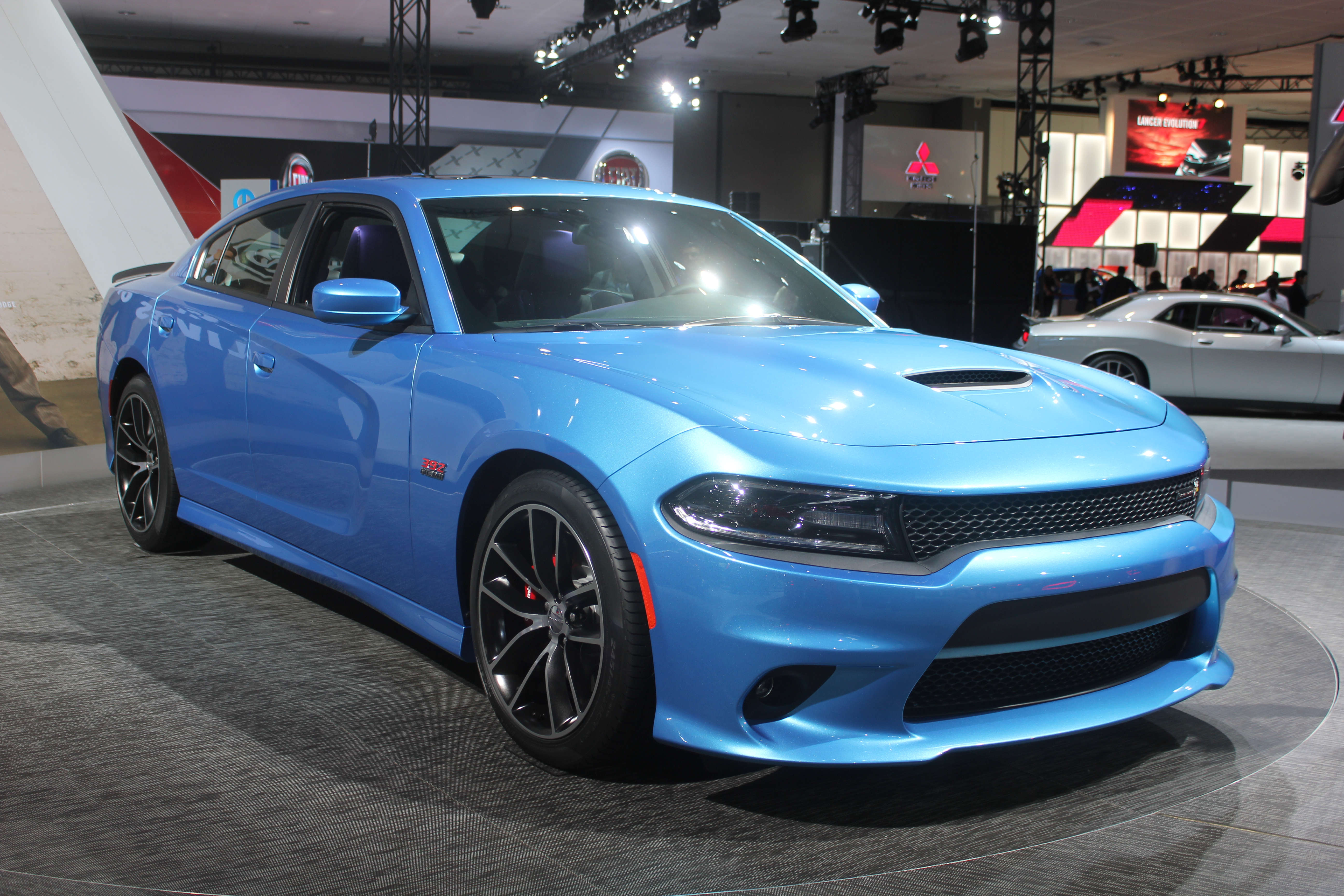
Dodge Charger SRT Pack Scat 392 (2015)

Dévoilé au Salon international de l'auto de New York 2014, la Charger de 2015 a reçu d'importantes modifications en matière de style extérieur, plus particulièrement, la nouvelle partie avant, qui comportait de nouvelles lampes à LED et un nez plus aérodynamique, moins incliné et présentant une courbe notable autour du boîtier du phare. En conservant le style bouteille de Coca, Dodge prétend avoir retravaillé à peu près tous les panneaux de la voiture; fait pour avoir l'air "plus mince et plus athlétique" que son look précédent tout en gardant les mêmes dimensions. Dodge aurait utilisé la Charger de 1969 comme source d'inspiration pour le remodelage. Les suspensions, l’intérieur et les freins ont également été repensés.
Tous les modèles, à l'exception de la Charger Pursuit, sont désormais livrés en standard avec la transmission automatique à huit vitesses. En janvier 2014, la AWD Charger Pursuit est apparue et le modèle V8 R/T AWD a disparu. Les ventes de la Poursuit à traction intégrale ont depuis augmenté de manière considérable.
Elle est actuellement produite dans différentes versions: la version standard SE munie d'un moteur V6 Pentastar de 3,6 litres d'une puissance de 292 ch, la version SXT munie d'un moteur V6 Pentastar de 3,6 litres d'une puissance de 300 ch, la version R/T munie d'un moteur V8 HEMI de 5,7 litres d'une puissance de 370 ch et la dernière version SRT munie d'un moteur V8 SRT HEMI de 6,4 litres d'une puissance de 485 ch. Le modèle V6 est évalué par l'EPA à 7,6 litres au 100 km, ce qui est déclaré par le fabricant comme le meilleur de sa catégorie. À l'exception de la version Police Pursuit (qui conserve la boîte automatique à 5 rapports), la seule transmission disponible est la l'automatique à huit rapports de Chrysler, couplée à la transmission intégrale en option. Le système de traction intégrale supprime automatiquement la transmission de l'essieu avant lorsqu'il n'est pas nécessaire, ce qui améliore la consommation de carburant. Le nouveau levier de vitesses électronique avec palettes de changement de vitesses en option offre des temps de passage de seulement 0,25 seconde en mode sport.
L'intérieur retravaillé comprend de nouveaux matériaux pour les panneaux de porte, la console et le tableau de bord, un nouveau volant et de nouveaux sièges, ainsi qu'une large gamme de garnitures avec des sièges en cuir et en tissu. L'intérieur rafraîchi comprend également un nouveau tableau de bord doté d'un écran TFT (Thin Film Transistor) de 180 mm. La radio à écran tactile Uconnect de 21 cm livrable avec système de navigation en option a été revue et inclut désormais les applications Uconnect. Mécaniquement, le V6 Pentastar de 3,6 L et les moteurs HEMI de 5,7 L / 6,4 L sont restés les mêmes. Tous les moteurs sont désormais soutenus par les boîtes automatiques ZF 8HP 8 vitesses coproduites par ZF (auparavant, seuls les modèles V6 utilisaient le ZF 8 vitesses). Des révisions ont été apportées aux composants du châssis, y compris la direction assistée électrique, qui remplace les modèles précédents de direction assistée électrohydraulique. Les nouveaux différentiels arrière en aluminium utilisent désormais 4 boulons de fixation pour plus de rigidité. La traction intégrale n'est plus disponible sur les modèles R / T de 5,7 litres.
La Dodge Charger de 2015 a été mise en vente à partir de décembre 2014 aux États-Unis et au Canada.

#### Charger SRT Hellcat
La Dodge Charger SRT Hellcat de 2015 a été introduite le 13 août 2014 avant d'être présentée à la Woodward Dream Cruise, et a été dévoilée au Salon international de l'auto 2014 du sud de la Floride en novembre. Sandra Bullock, Mizz Nina, Michelle Yeoh et Fan Bingbing étaient présentes pour la cérémonie. Elle comprend le même V8 Hemi 527 kW (717 ch), 880 N m, 6,2 litres suralimenté présents dans la Dodge Challenger SRT Hellcat. La Charger Hellcat présente un carénage avant redessiné avec une calandre inférieure plus grande similaire à la Dodge Viper de la génération actuelle.
La version SRT Hellcat avec un V8 HEMI de 6,2 litres et de 707 ch est la berline de série la plus puissante du monde et à sa sortie également la plus rapide avec une vitesse de pointe de 326 km/h certifiée par le Guinness des records.

#### Charger SRT 392
La SRT 392 Hemi est équipée d'un V8 de 6,4 litres développant 362 kW (492 ch) et un couple 644 N m. La Charger SRT 392 est également livrée avec des roues de 20 pouces en aluminium forgé, des disques de frein de 390 mm à l'avant et des disques de frein arrière de 350 mm.

#### Charger R/T Scat Pack
La Charger R / T Scat Pack prend essentiellement la place de l'ancienne SRT8 Super Bee dans la gamme Charger. Le groupe motopropulseur de la SRT 392 est présent, tout comme les pare-chocs avant et arrière, mais la sellerie en cuir est facultative (par opposition à la norme), la suspension utilise des amortisseurs Bilstein à taux fixe, les freins sont légèrement plus petits et l'ensemble roue et pneu est plus étroit. La Scat Pack partage son look extérieur avec la Charger Hellcat et comprend une calandre étroite, une écope de capot, des phares teintés et des roues forgées de 20 pouces.

### 2020

#### Charger Widebody
Le 27 juin 2019, Dodge présente la version Widebody pour les modèles Scat Pack et Hellcat, mais remplace la carrosserie étroite de la Charger Hellcat, différenciée par des ailes élargies qui augmentent la largeur de 8,9 cm. Les performances restent les mêmes que les modèles d'origine mais ces versions présentent des freins à 6 pistons Brembo et des amortisseurs Bilstein. Ce kit optionnel est vendu à partir de 2020,. La finition reflète celle de la Challenger Widebody. À l'achat, la Charger bénéficie des avantages suivants:
- Élargisseurs d'ailes Widebody
- Jantes Devils Rim en aluminium forgé de 20 × 11 pouces
- Pneus de performance 3 saisons Pirelli 305 / 35ZR20
- Suspension à amortissement adaptatif Bilstein à 3 modes spécialement conçue pour la compétition
- Étriers à 6 pistons avec rotors ventilés et rainurés de 391 mm à l'avant (de série sur les modèles Hellcat)
- Barres anti-roulis renforcées de 34 mm à l'avant et 22 mm à l'arrière (de série sur les modèles Hellcat)
- Nouveau système de direction à assistance électrique[48]
- Caractéristiques de la Challenger Demon, y compris refroidissement de course (Hellcat uniquement), le verrouillage de ligne et le contrôle de lancement / aide au lancement[49]

### 2021

#### Charger SRT Hellcat Redeye
Une version fortement améliorée de la Hellcat a été introduite sous le nom de Hellcat Redeye pour 2021. Comme la Challenger Redeye, elle est équipée d'un V8 suralimenté de 6,2 L développant 594 kW (808 ch) et 959 N m de couple, une augmentation de 90 ch (67 kW) et 15 N m par rapport au moteur de la Hellcat standard. Les autres améliorations incluent la transmission automatique ZF 8 vitesses renforcée, suspension réglée pour la piste, réserve de couple et demi-arbres robustes à 41 cannelures, refroidisseur de puissance SRT et refroidisseur après fonctionnement.

## Version finition Police
Début 2006, DaimlerChrysler a mis en vente une nouvelle version policière de la Charger. Elle a fait ses débuts au Salon international de l'auto de New York 2005. Contrairement à la version civile, la version police dispose de freins renforcés améliorés, un système de refroidissement en cas d'usage intensif, programme de stabilité électronique performant pour la police, direction adaptée aux performances de la police et un levier de vitesses qui est monté sur la colonne de direction au lieu d'être dans la console centrale. À la place de la console centrale, Dodge a équipé l'édition police d'une plaque en aluminium appropriée pour le montage d'équipements radio, d'ordinateurs et de contrôleurs pour les lumières et les sirènes. Le système électrique du véhicule est spécialement conçu pour l'intégration des commandes de sirène et d'éclairage, et d'autres accessoires de véhicule de police. La Charger est utilisée par de nombreuses organisations policières américaines, canadiennes et mexicaines.
Le V8 Hemi de 340 ch (254 kW) peut accélérer la voiture de 0 à 97 km/h en 6,0 secondes et à une vitesse de pointe de 245 km/h. Lors des tests de la police de l'État du Michigan, la Charger V8 a surpassé tous les autres véhicules de poursuite en accélération, en virage et en freinage (à l'exception du Dodge Magnum et de la Charger V6, qui se sont arrêtés légèrement plus rapidement dans certains tests) au cours des cinq premières années depuis son introduction.
La Charger est utilisée par de nombreux services de police en Amérique du Nord comme voiture de patrouille à la fois banalisée et non banalisée. Les organismes d'application de la loi en dehors des États-Unis ont également acheté la Charger, y compris des services de police au Canada, au Mexique, au Chili, en République tchèque et au Moyen-Orient, y compris Bahreïn, le Koweït, le Liban, l'Arabie saoudite et les Émirats Arabes Unis. Les modèles V6 et V8 sont utilisés par les forces de police, les patrouilles routières favorisant le moteur V8 Hemi de 5,7 L et les patrouille des villes plus susceptibles d'acheter la finition police de base avec le moteur V6 de 3,5 L à faible consommation de carburant[réf. nécessaire]. La Charger est également en service auprès du gouvernement fédéral américain et de ses services de police militaire.
Pour 2009, la Charger voiture de police de base était équipée du V6 de 3,5 L et d'une transmission automatique à 5 vitesses. L'arrière est légèrement mis à jour, déplaçant le badge "CHARGER" vers la droite, et remplaçant celui de gauche par le badge indiquant "DODGE". La version V8 utilise le moteur V8 HEMI partagé avec la Charger Daytona R / T, d'une puissance de 370 ch (276 kW) et d'un couple de 536 N m.
Lorsque la Charger a été redessinée pour l'année modèle 2011, la version finition police a été renommée Dodge Charger Pursuit. À la mi-2014, la traction intégrale (obligatoire avec le V8 Hemi de 5,7 L) est devenue optionnelle, avec la finition de freins BR9. En 2012, la Dodge Charger Pursuit a remplacé la Ford Crown Victoria en tant que berline de police n° 1 en Amérique du Nord à la suite de l'arrêt de cette dernière, le Ford Explorer Interceptor à traction intégrale devenant bientôt le véhicule de police le plus vendu. Pour l'année modèle 2015, la Dodge Charger Pursuit a également reçu une cure de jouvence comme sa version civile. En 2017, cependant, la Charger Pursuit et l'Explorer Interceptor se partageaient essentiellement le prix des ventes, les ventes de la Charger TI ultra haute performance ayant rapidement augmenté.

## Production
La Dodge Charger est assemblée à l'usine de Brampton à Brampton, Ontario, Canada. La Charger partageait la plate-forme LX avec la Chrysler 300, la nouvelle Dodge Challenger de quatrième génération et le Dodge Magnum abandonné.

## Ventes
| Année civile | États-Unis | Canada    | Mexique   | Europe    |
| ------------ | ---------- | --------- | --------- | --------- |
| 2005         | 44 804     | 2 919     | 428       |           |
| 2006         | 114 201    | 7 440     | 2 135     |           |
| 2007         | 119 289    | 7 858     | 990       |           |
| 2008         | 97 367     | 6 675     | 3 397     |           |
| 2009         | 60 651     | 4 861     | 480       |           |
| 2010         | 75 397     | 4 662     | 863       |           |
| 2011         | 70 089     | 4 137     | 820       |           |
| 2012         | 89 916     | 4 058     | 895       |           |
| 2013         | 98 336     | 4 588     | 586       |           |
| 2014         | 94 099     | 3 704     | 2 010     | 118       |
| 2015         | 94 725     | 4 518     | 800       | 125       |
| 2016         | 97 110     | 3 738     | 1 208     | 82        |
| 2017         | 88 351     | 4 862     | 635       | 109       |
| 2018         | 80 226     | 4 918     | 1 593     | 128       |
| 2019         | 96 936     | 3 425     | 1 922     |           |
| 2020         | 77 426     | 1 659     | 485       |           |
| 2021         | 78 388     | 1 924     | 2 306     |           |
| 2022         | 80 365     | 3 156     |           |           |
| 2023         | 75 919     | 3 591     |           |           |
| 2024         | 34 756     | 839       |           |           |
| 2025         | 1 053      |           |           |           |
| Sous-total   | 1 587 724  | 80 349    | 19 133    | 562       |
| Total        | 1 687 768  | 1 687 768 | 1 687 768 | 1 687 768 |

Nota : les chiffres de vente ne concernent pas les modèles lancés en toute fin d'année 2024, les Charger LB SIX PACK biturbo et Dodge Charger Daytona, premier véhicule entièrement électrique de la marque, fabriqués au Canada. 54 exemplaires ont été vendus en avant-première au Canada ; ils ne sont disponibles que depuis janvier 2025 aux États-Unis